# Buchsbaumartige
Die Buchsbaumartigen (Buxales) sind eine Ordnung innerhalb der Bedecktsamigen Pflanzen (Magnoliopsida). Sie nehmen innerhalb der Eudikotyledonen eine basale Stellung ein.

## Beschreibung
Es sind verholzende oder krautige Pflanzen. Die Laubblätter sind ganzrandig. Die Blüten sind eingeschlechtig, die Arten entweder einhäusig (Monözie) oder zweihäusig (Diözie) getrenntgeschlechtig. Ansonsten ist die Gruppe recht heterogen.

## Systematik
Zur Ordnung der Buchsbaumartigen gehören nur zwei Familien:
- Buchsbaumgewächse (Buxaceae), inklusive Didymeles
- Haptanthaceae